# Barro (Llanes)
Barro  (Barru en asturiano y oficialmente) es una parroquia del concejo de Llanes, y un lugar de dicha parroquia.
La parroquia tenía en 2013 una población empadronada de 452 habitantes repartidos en 472 viviendas familiares (INE, censo de 2001) y una superficie de 9,42 km².
El lugar de Barro se sitúa a una altitud de 20 m y dista 7 km de la villa de Llanes, capital del concejo.
El templo de la parroquia eclesiástica correspondiente está dedicado a Nuestra Señora de los Dolores.

## Geografía
La parroquia tiene una superficie de 9,42 km², con una población empadronada de 452 habitantes (2013). El término municipal confina al norte con el mar Cantábrico, al este con la parroquia de Celorio y por el sur y el oeste con la de Posada de Llanes.
El litoral de la parroquia, hasta la carretera N-634 hacia el interior, se encuentra dentro del Paisaje Protegido de la Costa Oriental de Asturias. En él se localizan varias playas, algunos islotes situados frente a la costa y la ensenada de Barro o Niembro.

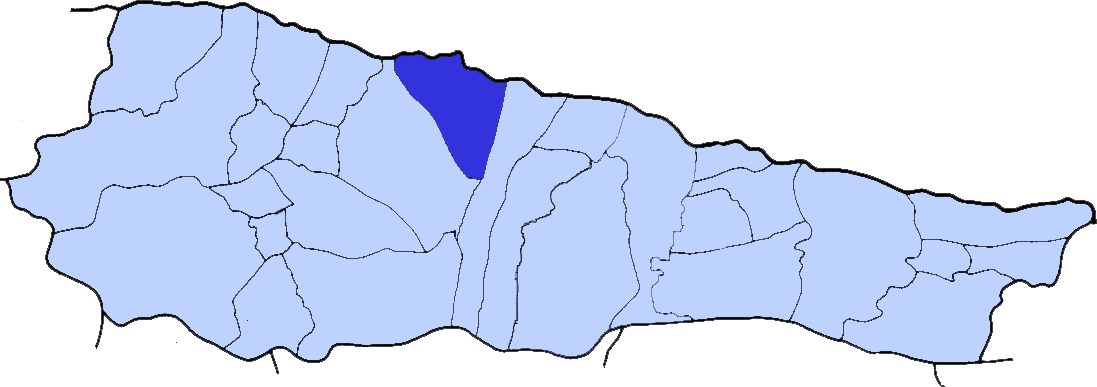
Localización de Barro en el concejo de Llanes

### Demografía
Según el padrón municipal de habitantes de 2013, la parroquia tenía una población de 452 habitantes. El censo de población y viviendas del año 2001 recoge 472 viviendas familiares, de las que 145 son principales.  La evolución demográfica de la parroquia desde el año 2000 es la siguiente:
| 440                                                      | 435 | 431 | 421 | 421 | 422 | 435 | 435 | 434 | 432 | 442 | 445 | 449 | 452 | 480 | 468 | 472 | 473 | 467 | 457 | 471 | 474 | 469 |
| (Fuente: Padrón municipal de habitantes, INE (2000-2013) |     |     |     |     |     |     |     |     |     |     |     |     |     |     |     |     |     |     |     |     |     |     |

| Gráfica de evolución demográfica de Barro entre 2000 y 2022             |
|                                                                         |
| Población según padrón municipal de habitantes. Fuente INE (2000-2013). |

#### Localidades
Según el nomenclátor de 2013, la parroquia de Barro comprende las siguientes localidades:
| Topónimo | Topónimo oficial | Categoría histórica | Población empadronada (2013) | Viviendas (2001) | Altitud | Distancia a la capital |
| -------- | ---------------- | ------------------- | ---------------------------- | ---------------- | ------- | ---------------------- |
| Balmori  | Valmori          | lugar               | 164 hab.                     | 137              | 30 m    | 6 km                   |
| Barro    | Barru            | lugar               | 120 hab.                     | 188              | 20 m    | 7 km                   |
| Niembro  | Niembru          | lugar               | 168 hab.                     | 147              | 80 m    | 8 km                   |

### Hidrografía
En el término parroquial, desemboca el río Calabres en el mar Cantábrico. La desembocadura es un estuario de planta ramificada de origen kárstico, conocido también como ría de Niembro o de Barro. El estuario se formó al capturar el mar una uvala. La ría se abre al mar entre Punta Boriza, al oeste, y Punta Ladrona, al este, con una anchura de 40 m. La ensenada interior del estuario es accesible para barcos de pequeño tamaño a través de un canal zigzagueante de 600 m de longitud.
El río Calabres nace en la vecina parroquia de Posada de Llanes y atraviesa subterráneamente el macizo kárstico de La Llera. Se sume cerca del lugar de Bricia en la cavidad que Carlos Puch denomina como sistema Ḥoulagua, de 4700 m de desarrollo. Aflora en la cueva del Molín, en las inmediaciones del Molín de la Puente, para formar una ensenada, que queda casi seca en bajamar y es conocida modernamente como El Vau.  El origen etimológico del topónimo es latino, VADUM, el mismo que del castellano vado. José A. Álvarez Castrillón ha documentado entre los documentos del monasterio de San Salvador de Celorio el hidrónimo medieval de Mar Menor para esta ensenada de Barro.

## Historia
La parroquia eclesiástica de Barro se creó en 1788 por segregación del monasterio de San Salvador (Celorio), con las localidades de Barro, Balmori y Niembro. Para ello, fue necesario construir un iglesia parroquial con su cementerio. El emplazamiento elegido fue a la orilla de El Vau, en un paraje que Celso Amieva recoge como Cuetu´los barcos, en el pueblo de Barros (sic).

## Lugar
El lugar de Barro es un centro turístico del litoral llanisco ubicado en el oriente asturiano. Su población se ve aumentada considerablemente en los periodos vacacionales. Sus playas son muy visitadas durante los meses de verano.

## Fiestas
En agosto se celebran las fiestas en honor a San Roquín, con la tradicional quema de bruxes.
Las fiestas se celebran el siguiente fin de semana a San Roque (15 de agosto).